# رفین (ویرجینیا)
رفین (به انگلیسی: Raphine) یک منطقهٔ مسکونی در ایالات متحده آمریکا است که در Rockbridge County واقع شده‌است.